# Anthony Caro
Anthony Caro (New Malden (Surrey), 8 maart 1924 – Londen, 23 oktober 2013) was een Engelse beeldhouwer.

## Leven en werk
Caro heeft een grote invloed gehad op het ontstaan en de ontwikkeling van de moderne, abstracte beeldhouwkunst. Zijn werk wordt gekenmerkt door zijn hergebruik van metaal (voornamelijk ijzer en staal) veelal afkomstig van de schroothoop.
Na zijn studie beeldhouwen aan de Royal Academy Schools in Londen, werkte hij vanaf 1951 als assistent van Henry Moore. Zijn werken uit die periode waren nog figuratief, mede door het feit dat de Royal Academy in de eerste jaren na de Tweede Wereldoorlog beslist geen oog had voor de opkomende abstracte kunst.
Omslagpunt in zijn carrière was, gedurende zijn eerste bezoek aan de Verenigde Staten (1959-1960), zijn ontmoeting met de Amerikaanse beeldhouwer David Smith.

## Anthony Caro en David Smith
Het was de Amerikaanse criticus Clement Greenberg, die Caro in de Verenigde Staten ontving en aanzette tot een grote verandering: van de traditioneel werkende beeldhouwer die hij was tot de Avant Garde kunstenaar die hij werd. Het was David Smith, op zijn beurt geïnspireerd door Pablo Picasso en Julio González, die Caro liet kennismaken met de mogelijkheid beeldhouwwerken te creëren door middel van de zogenaamde collagetechniek: de techniek van het lassen van metaal en metalen onderdelen in de smederij.
Voor Caro was dit het moment de moderniteit te omarmen. Zijn werken waren sterk beïnvloed door Smith, maar Caro waakte ervoor Smith te imiteren en hij ontwikkelde een geheel eigen stijl. Caro trof bij zijn tweede bezoek aan de Verenigde Staten, grofweg van 1963 tot 1965, Smith wederom en ging in op Smiths uitnodiging voor een docentschap aan het Bennington College in Bennington (Vermont) om de faculteit beeldhouwkunst te gaan leiden. Hij werkte met zijn studenten in een eigen studio/smederij: de voormalige brandweerkazerne van het college. Hij ontmoette Smith veelvuldig in diens woonhuis annex werkplaats in Bolton Landing op 90 mijl van Bennington verwijderd.
Caro wenste evenwel niet in Smiths schaduw te blijven en zou hebben gezegd:

I wanted to beat him

In mei 1965 eindigde de vriendschap tussen de beide mannen door het dodelijke auto-ongeval dat Smith overkwam.

## Zijn werk
Van 1953 tot 1981 was Caro docent aan de St. Martin's School of Art (nu bekend als Central Saint Martins College of Art and Design) in Londen en zijn voorbeeld heeft geleid tot vele veranderingen in de (Engelse en internationale) beeldhouwkunst. Anthony Caro werkt meestal met staal, maar zijn creaties omvatten ook sculpturen in brons, zilver, lood, steen, hout en papier. Een aparte plaats binnen zijn zeer brede, en door vele kunstenaars nagevolgde, oeuvre nemen sinds 1966 de zogenaamde tafelsculpturen in: kleine metaalcollages, deels op en deels naast de tafel, waarop het object is geplaatst, hangend (Tablepieces).
Vanaf 1963 stelde Caro zijn werken tentoon in een niet aflatende en tot heden voortdurende stroom exposities. Een daarvan is de door Tate Modern in Londen georganiseerde retrospectieve in 2005 ter gelegenheid van Caro's tachtigste verjaardag. De expositie was tevens te zien in Valencia en Madrid (Spanje), Portland/Oregon en Los Angeles/Californië (Verenigde Staten) en Parijs (Frankrijk). In Nederland was zijn werk te zien in het Kröller-Müller Museum in 1967 tijdens een duotentoonstelling met Eduardo Paolozzi en in 2013 opnieuw bij de tentoonstelling A one day walk van ontwikkelingen in de Britse kunst. Werken van Caro zijn permanent te zien in het beeldenpark van de Cass Sculpture Foundation in West Sussex, onder andere: The Tower of Discovery (1991), Goodwood Steps (1994), Tower (2001) en The Tower of Discovery (2007).
Caro overleed in Londen aan een hartaanval op 89-jarige leeftijd.

## Fotogalerij

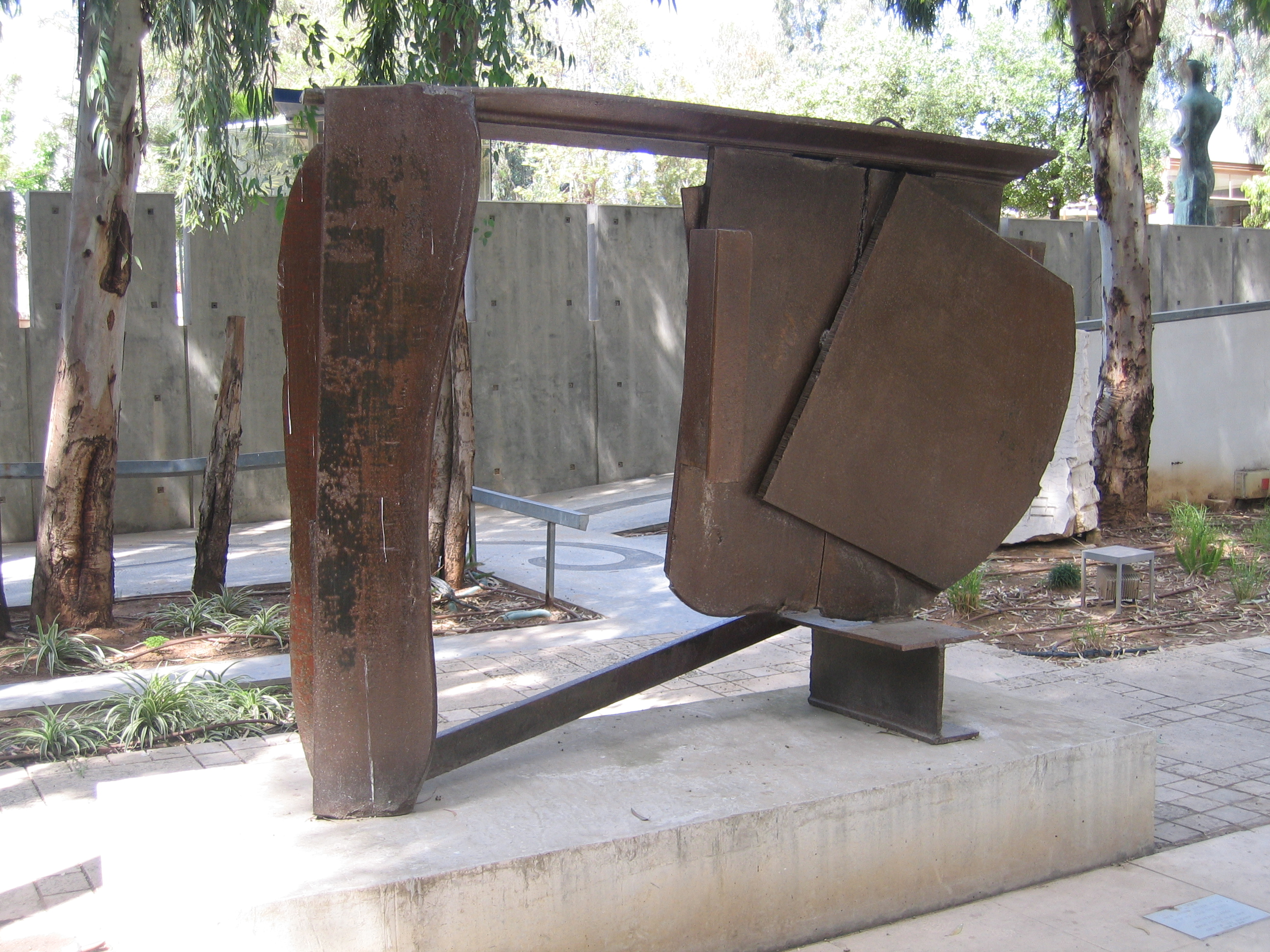
"Black Cover Flat" (1974), The Lola Beer Ebner Sculpture Garden, Tel Aviv
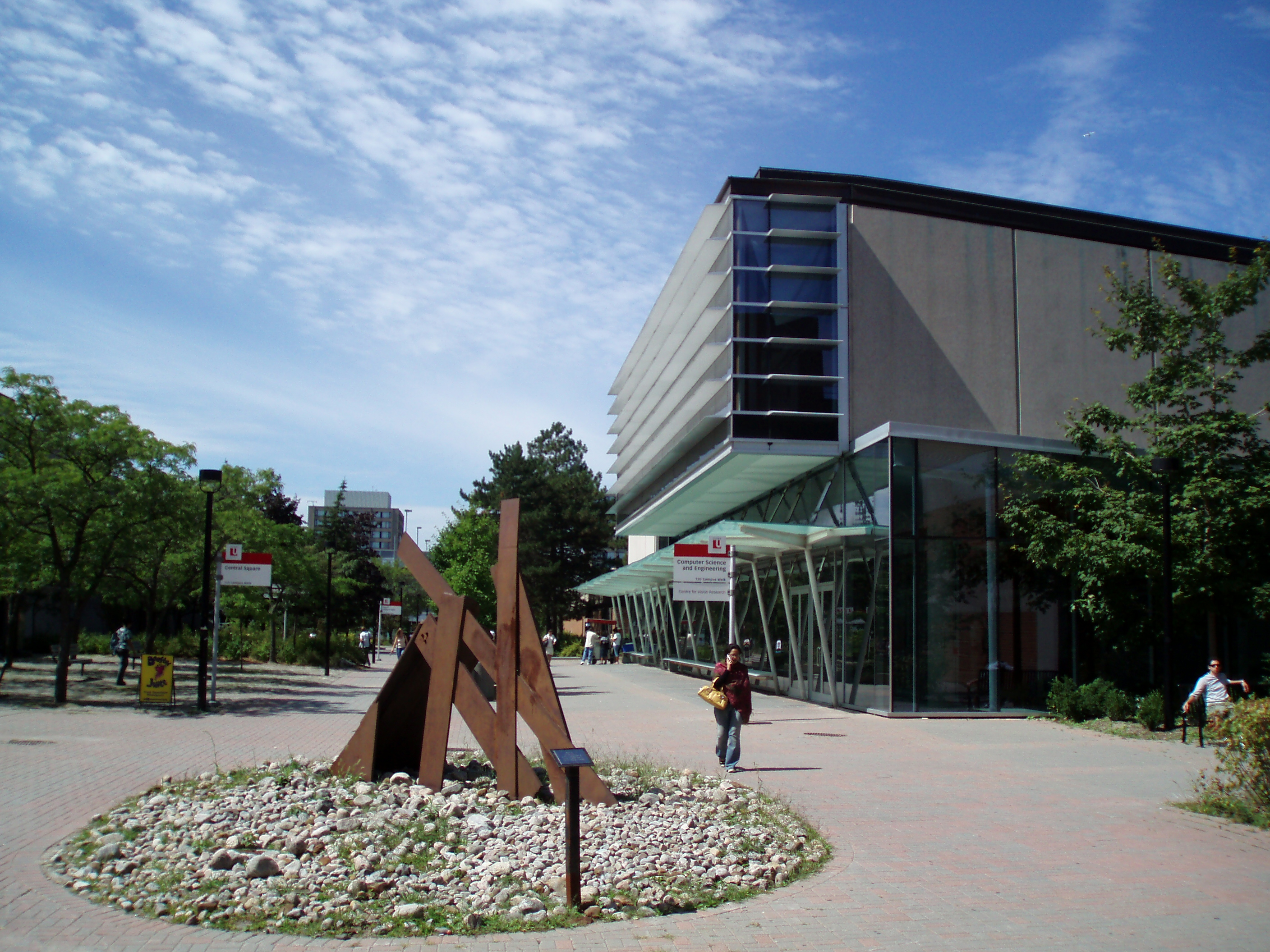
CrissCross (1974), York University in Toronto
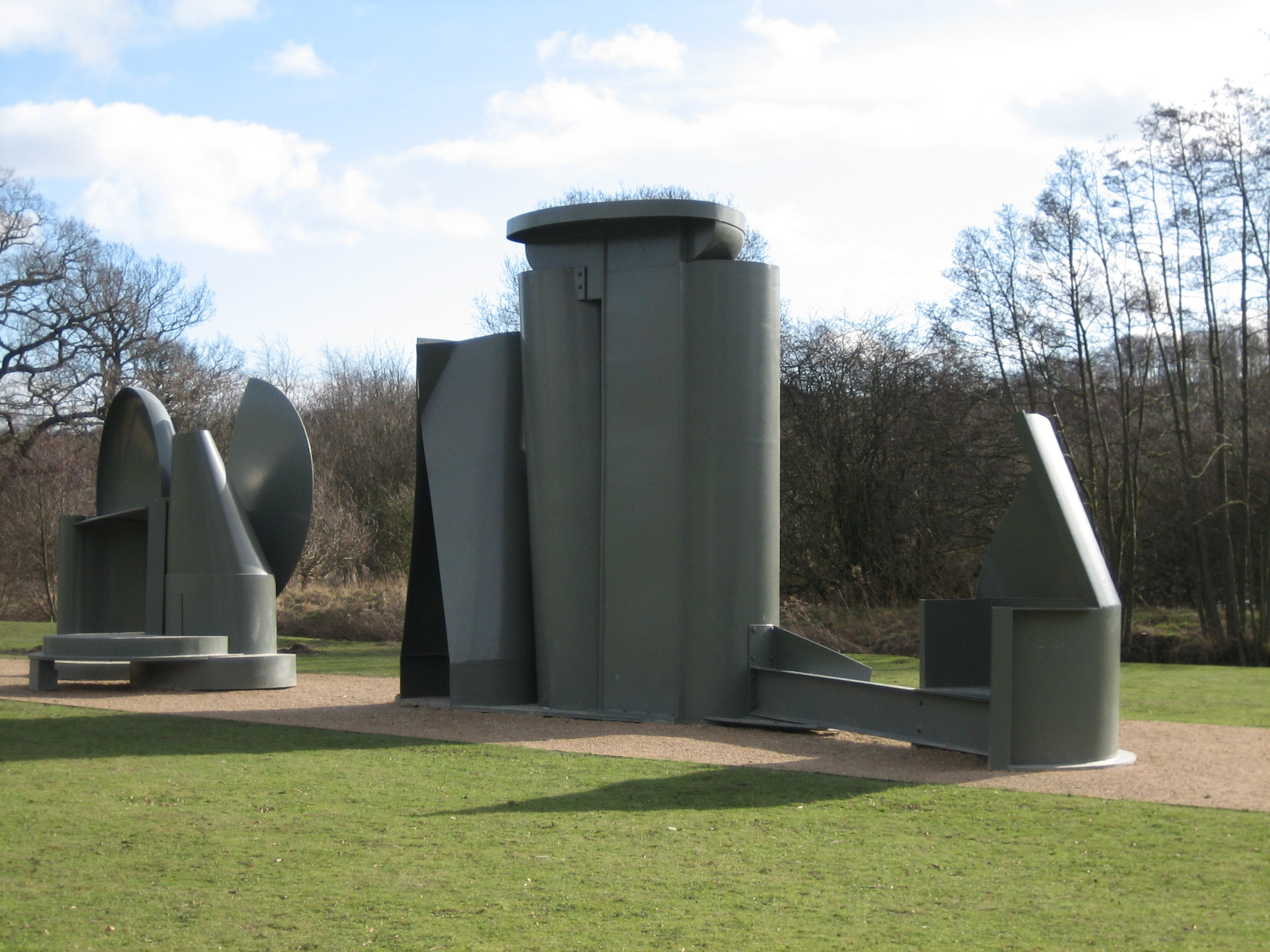
"Promenade", Yorkshire Sculpture Park
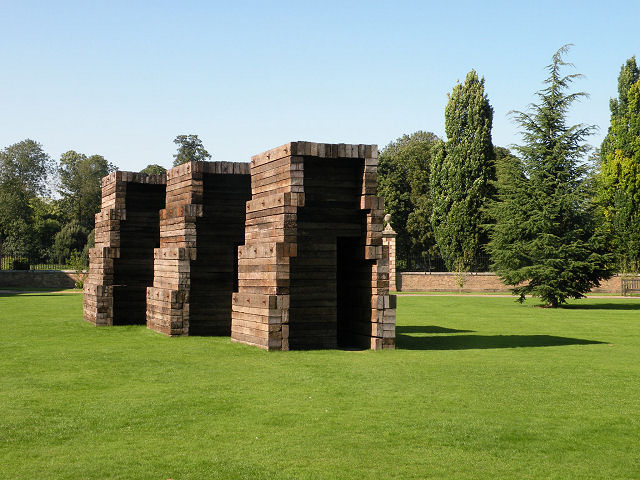
"Babylon" (1997/2001), Jesus College Universiteit van Cambridge
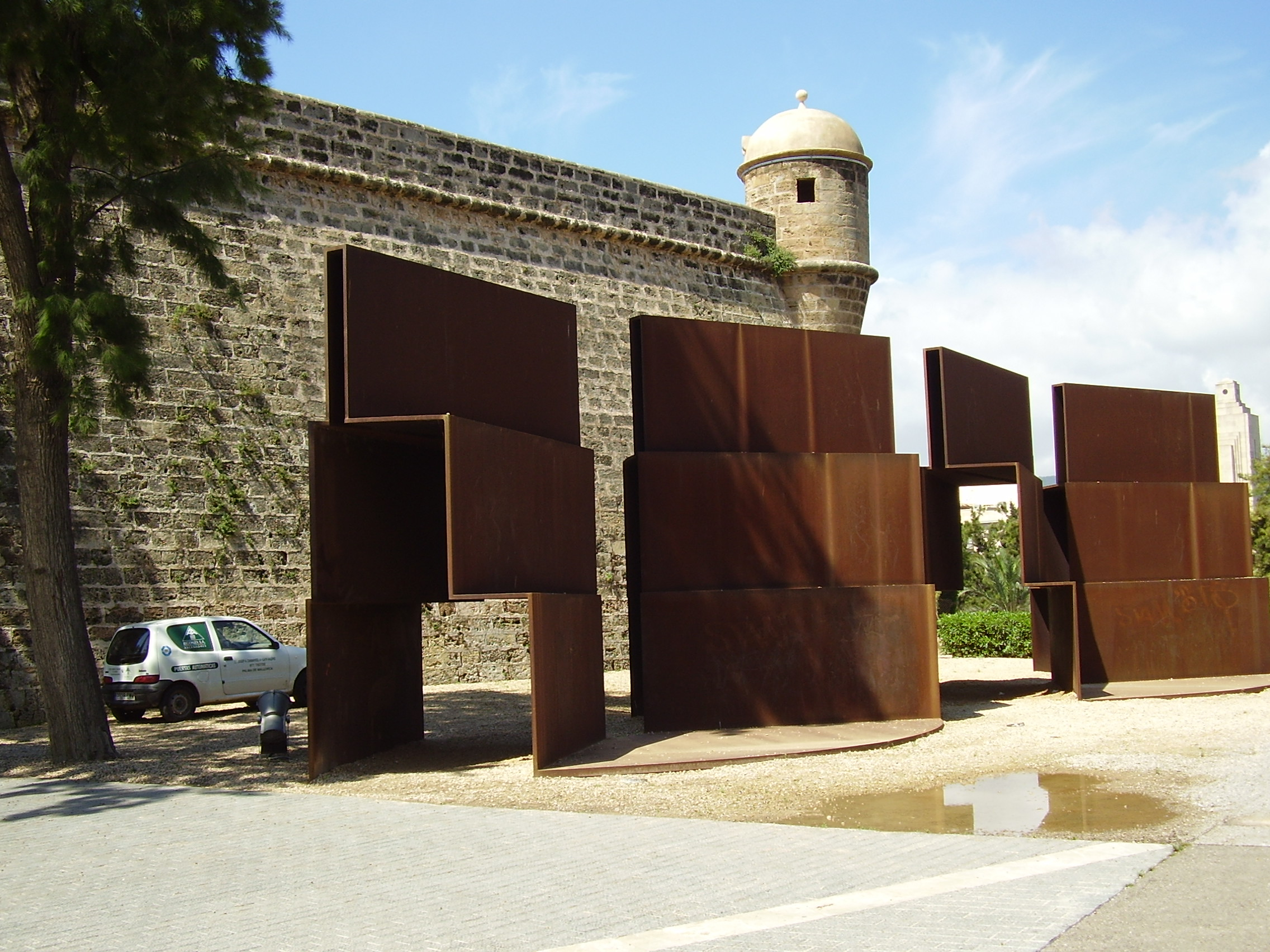
Palma Steps (1999), Museo Es Baluard in Palma de Mallorca
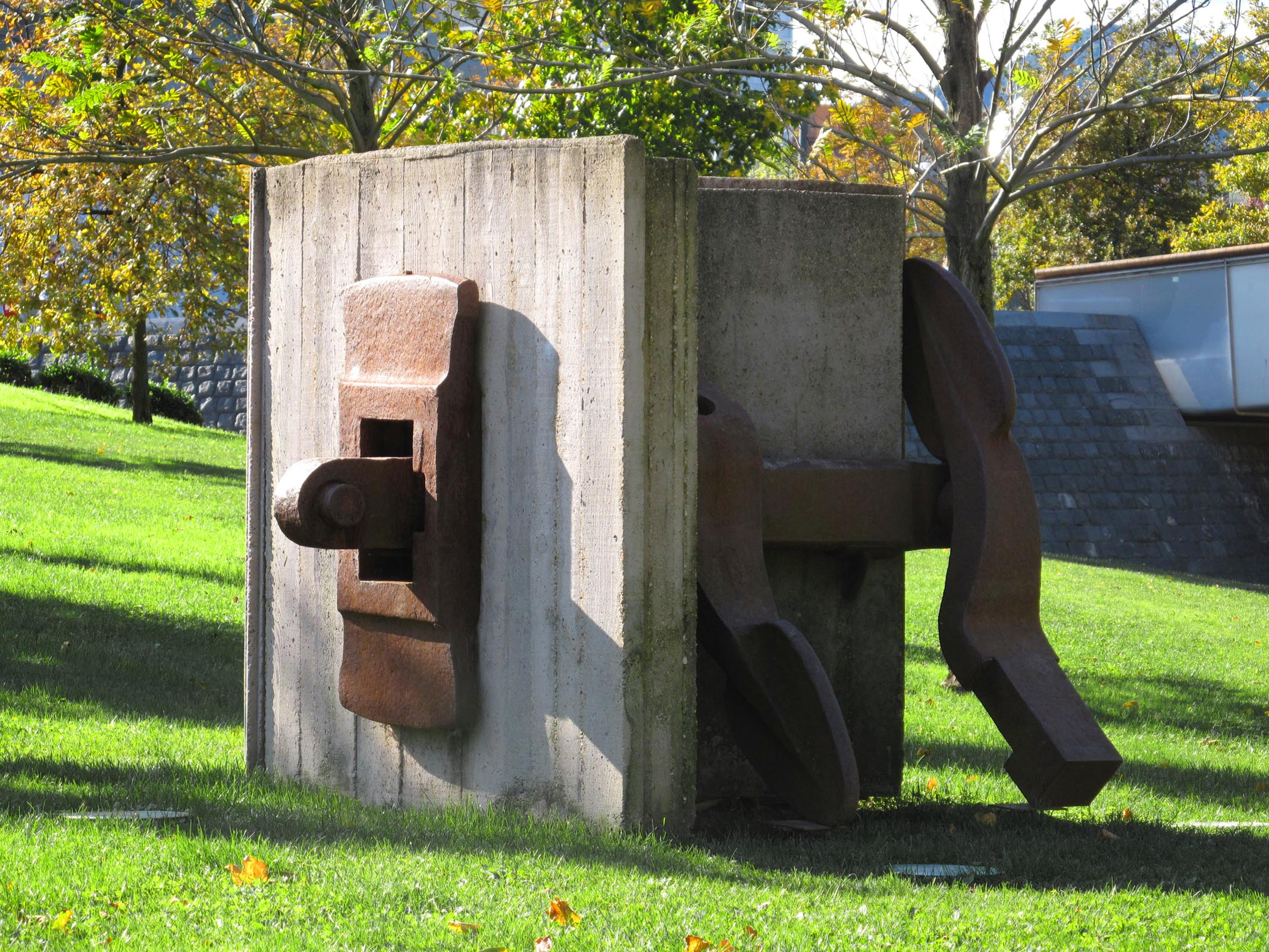
Explorer's Book (2000/01), Muelle Evaristo Churruca in Bilbao